# 平泽战役
平泽战役是美国和朝鲜的军队在朝鲜战争中的第二次交锋。此次战役于1950年7月6日发生在平泽西部。尽管有几次机会，但美军试图对朝鲜部队造成重大破坏或延迟其攻势的作战目标均未成功，这场战斗最终以朝鲜胜利告终。
美国陆军的第24师的第34步兵团被指派拖延朝鲜人民军第4步兵师在前一天在乌山战役中获胜后向南挺进的部队。该团在平泽和安城附近试图组建一道防线，以将朝鲜军队阻挡在山脉和海岸之间的瓶颈区域。
在遇到朝鲜军队之前，该团一半的兵力被命令从阵地上撤下。该营在7月6日上午遇到了朝鲜军队，经过短暂的战斗，未能有效将朝鲜军击退。该营随后放弃阵地并无组织地撤退到几英里外的天安，此次溃逃意味着美军没能成功组织朝鲜军队向南的军事行动。

## 战斗过程

### 战斗开始
7月5日晚上，美军向北派遣的一个侦察队报告说，在乌山以南看到了朝鲜军坦克。该小组试图摧毁其发现的一辆坦克，但没有成功，在此次任务中一名美军士兵阵亡（肯尼思·R·沙德里克）。不久之后，史密斯特遣队的几名幸存者到达了第一营的指挥所，讲述了他们在乌山被击败的故事，但第一营的指挥官艾尔斯不相信他们的故事。
在乌山击退史密斯特遣队后，在师长李权武的带领下，朝鲜第4步兵师与朝鲜第105装甲师多达12,000名士兵在数十辆坦克的支援下，继续沿着乌山和平泽公路前进。 

### 朝鲜军袭击

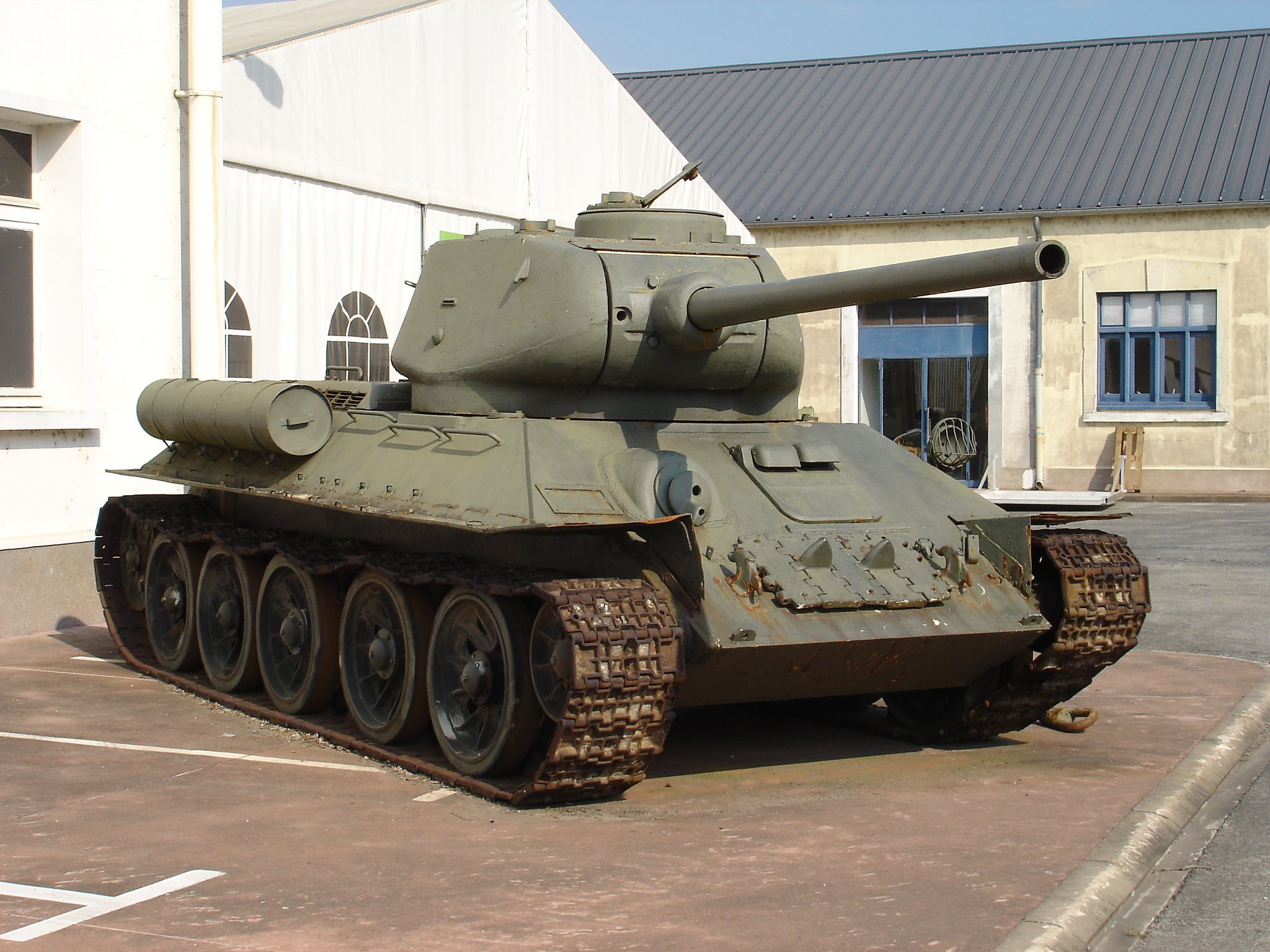
T-34坦克在战争被朝鲜军队广泛使用。在平泽战役中，朝鲜派出了十几辆T-34，但美军没有有效的武器来对抗它们。

7月6日的上午，战场被雨雾所笼罩，美军部队的能见度有限。黎明刚过，美军就发现了朝鲜军的13辆T-34坦克，跟在坦克后面的是两列步兵。美军最初认为他们可能是史密斯特遣队的幸存者，直到他们意识到对方的人数非常多，于是美军开始准备攻击毫无戒心的朝鲜人。该营的指挥官随即下令向朝鲜军队发射迫击炮，导致了朝鲜军的分散。迫击炮的火力摧毁了一辆卡车，但来自朝鲜坦克的一发炮弹击中了炮兵观察员，由于没有人在混乱中继续为炮兵观察位置，所以美国的迫击炮在接下来的战斗中都没能有效的组建反击。 朝鲜军队随即开始向美军阵地推进，但美军无法有效还击。几分钟内，只有班长和排长还击，而其他士兵则躲在散兵坑中。后来的检查发现，许多美国士兵的武器组装不正确，不是脏了就是坏了。而且美国人也没有什么武器可以对抗坦克，更无法阻止坦克前进。 
随着朝鲜士兵的推进，他们开始包围美国军队，在第一枪响起的30分钟后，美军的两个连都被命令撤退，一次一个排。一个连在朝鲜军猛烈的攻击下试图逐渐撤退，但很快就变得混乱起来，因为朝鲜军的机枪一直在扫射试图逃离的士兵。恐慌很快笼罩了营里的许多人，他们开始跑过指定的集结点，一直跑到平泽。其他人不敢撤退，留在散兵坑中，等待被朝鲜军队俘虏。一名军官试图留下来寻找幸存者，最终据称他和另外三人被朝鲜军队俘虏并处决。 连长们集结了所有力所能及的人，并开始向南撤离。在短暂的战斗后，第1营的四分之一战斗人员被杀、失踪或被俘。在返回平泽的道路上散落着美军士兵丢弃的弹药、头盔和雨具。

### 美军撤退
美军的一群没有领导的士兵随后在平泽重新集结。虽然发现并征用了几辆吉普车和卡车，但美军大部分撤退都是步行进行的。在美军撤离的过程中，朝鲜士兵并没有积极追击。到中午时分，第34步兵团已经全部撤离了战场。 
大部分装备丢失的士兵没有试图继续作战，并且由于无线电设备丢失，他们无法与其他部队通信。在他们撤退的过程中，一架美军战机意外扫射了该部，炸伤了与他们同行的一名韩国士兵，这进一步打击了士兵们的士气。 夜幕降临时，第34步兵团开始在天南以南建立一条新的防线，尽管其许多人不再有装备可供作战。 

## 战斗结果
师长迪恩将军对第34步兵团在战斗中的糟糕表现感到愤怒。据称，他对这个团如此迅速地撤退而没有试图进一步拖延朝鲜人感到不悦。他考虑立即命令该团向北返回，但由于害怕遭到伏击而没有这样做。迪恩解除了第34步兵团的指挥官洛夫莱斯上校的职位，并命令第3营返回北方，但当该营遇到朝鲜的抵抗时，它立即变得混乱并再次撤退。平泽的交战导致在半岛作战的美军士气显着下降，直到仁川和釜山外围的胜利才使美军认为他们能够继续进攻。迪恩自己承担了失败的责任，历史学家认为他至少有部分过错，因为他期望一个没有经验的营来对抗训练有素且有数量优势的敌人。  
该团被迫在天安重新集结，再次对抗朝鲜军队。天安之战后，该团伤亡惨重，被迫撤退。美军第24步兵师将继续战斗，直到在大田战役中被朝鲜军队击溃，但届时釜山防御圈已经组建完成。美国军队最终击败了朝鲜军队，结束了战争的第一阶段。  

### 笔记
1. 1 2  Appleman 1998
2. ↑  Appleman 1998
3. ↑  Alexander 2003
4. 1 2  Gugeler 2005
5. ↑  Gugeler 2005
6. 1 2 3  Fehrenbach 2001
7. ↑  Appleman 1998
8. ↑  Alexander 2003
9. 1 2 3  Catchpole 2001
10. 1 2 3  Gugeler 2005
11. ↑  Fehrenbach 2001
12. 1 2  Alexander 2003
13. 1 2  Gugeler 2005
14. 1 2  Alexander 2003
15. 1 2 3  Fehrenbach 2001
16. ↑  Catchpole 2001